# Miloš Hlávka
Miloš Hlávka (15. září 1907 Horšovský Týn – 7. května 1945 Praha) byl český dramatik, divadelník, básník, prozaik a překladatel z francouzštiny, němčiny a italštiny. Jeho hlavní význam spočíval v oblasti divadla. A to nejen v původních dramatech a ve specifických jevištních přepisech (básnických úpravách, autorských adaptacích), ale i v jeho uvažování o divadle a v jeho dramaturgickém konceptu básnického divadla. Po osvobození byl nařčen ze spolupráce s Němci a bylo mu vyčítáno jeho manželství se ženou německé národnosti. Na dlouhá léta byl z české kultury vymazán, i když mu posmrtně bylo vydáno osvědčení o občanské bezúhonnosti a konkrétní spolupráce s okupanty mu nebyla nikdy prokázána.

## Život

### Mládí
Narodil se v rodině dr. Antonína Hlávky, soudního adjunkta v Horšovském Týně a matky Mileny, rozené Smolíkové (dcery profesora na učitelském ústavu). Po maturitě na gymnáziu (1925) studoval na pražské Univerzitě Karlově. Začal na právnické (1925-1928) a přestoupil na filozofickou fakultu, kde v roce 1933 své vysokoškolské vzdělání ukončil.

### Manželství

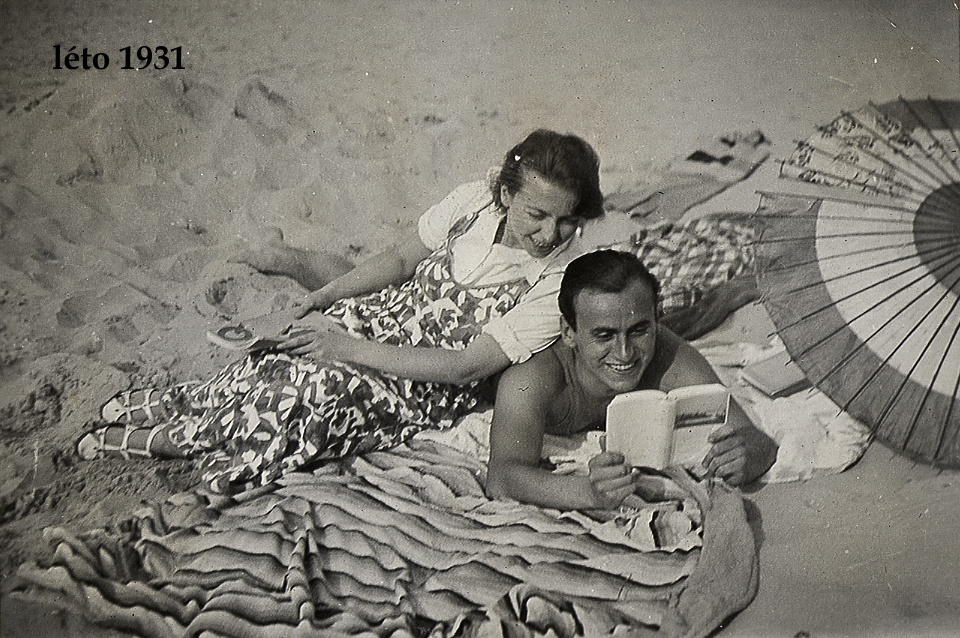
Snoubenci Irmgard Otte a Miloš Hlávka, 1931

V roce 1929 se Miloš Hlávka seznámil s tanečnicí v Osvobozeném divadle Irmgard Otte (*1905 +1970) a v roce 1931 uzavřeli civilní sňatek na pražském magistrátě. V roce 1936 se jim narodil syn Petr, 1940 dcera Anna. V době Protektorátu zažívala česko-německá rodina obtíže národnostního charakteru. I když syn chodil do české školy, Češi matce vyhrožovali poválečným odebráním dětí. Pro německé úřady zase bylo nepřijatelné, aby dítě německé matky navštěvovalo českou školu. Koncem roku 1944 Hlávkova manželka s dětmi odjela do Meklenburska, kde žili její rodiče.
Po válce bylo Irmgard Hlávkové zachováno československé státní občanství. Navrátila se do Prahy, kde žila, stejně jako její děti.

### Závěr života
6. května 1945 byl Miloš Hlávka za pražského povstání v Celetné ulici postřelen. Po převozu do nemocnice Na Bulovce následující den zemřel. Pohřben byl na Olšanských hřbitovech.

## Profesní kariéra

### Avantgarda
V letech 1927-1929 byl členem prvního Voice-bandu E. F. Buriana. Také spolupracoval s Jiřím Frejkou při vzniku avantgardních scén Dada (1927-1929) a Moderní studio (1929). Pro Moderní studio např. zdramatizoval román Julese Romainse Kumpáni. Koncem roku 1930 byl dramaturgem Uměleckého divadla, které založil Oldřich Stibor se skupinou přátel ve Fenclově Aréně na Smíchově. Zahajovací inscenaci sociální drama Sinclaira Zpívající vězňové cenzura před premiérou zakázala. V lednu 1931 pro nepřesvědčivost hereckých výkonů v inscenaci Scaniawského satiry Papírový milenec uváděné ve Stiborově režii a v úpravě Miloše Hlávky Umělecké divadlo zaniklo.
S Jiřím Frejkou spolupracoval i později v Národním divadle.

### Předválečný žurnalista a divadelník
V období mezi válkami pracoval jako redaktor nakladatelství Sfinx (1934-1937) a překládal z němčiny, francouzštiny a italštiny. Byl prvním redaktorem klubovního měsíčníku Evropského literárního klubu (ELK), který vznikl v roce 1935. V roce 1936 založil Klub překladatelů. Sám patřil mezi významné překladatele nakladatelství Melantrich  a Rozprav Aventina, v nakladatelství Aventinum pracoval jako redaktor. V září 1936 se zúčastnil společně s režisérem Jiřím Frejkou a Josefem Trägrem Mezinárodního divadelního sjezdu ve Vídni. V roce 1938 působil v Central European Press jako redaktor v Haagu, od roku 1941 v nakladatelství Českomoravský kompas řídil Knižnici dramatického umění.Spolupracoval s rozhlasem (Císař a paňáca, 1939) a filmem (napsal nezrealizované scénáře Průchod Fortuna, Jedenáctileté, Ze života tisícovky, Píseň lásky, Světáci, Samota ve dvou, Případ herce Rubeše, Jak vzniká divadelní hra, Pivo).
Od počátku 30. let spolupracoval s Národním divadlem, pro které přeložil, adaptoval řadu divadelních her a klasických komedií a kde se hrály i jeho dvě vlastní hry; později zde byl trvale zaměstnán.
Do Lidových novin přispíval kritikami z kulturní oblasti.

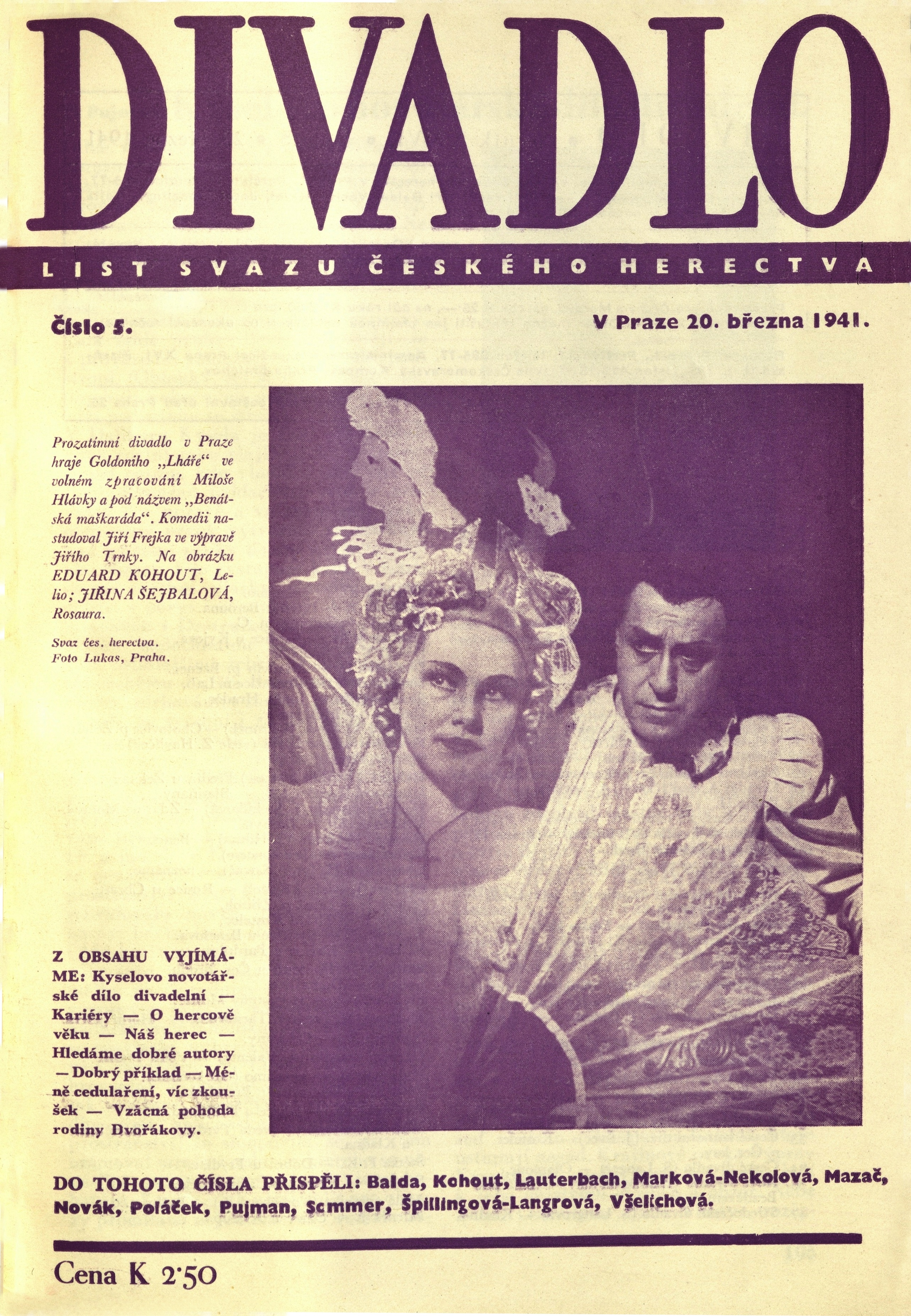
Eduard Kohout a Jiřina Šejbalová (Prozatímní divadlo, 1941)

### Období Protektorátu
Od září 1939 pracoval Miloš Hlávka v Národním divadle jako lektor, později dramaturg, vedle dramaturga F.Götze. Od dubna1944 se stal zastupujícím šéfem činohry. V této funkci působil krátce, protože od 1. září 1944 platil zákaz hraní v divadlech. Tento zákaz byl pro Národní divadlo odvolán krátce před koncem války (1. dubna 1945); Národní divadlo hrálo i v budově dnešního Karlínského divadla (tehdejší název Prozatímní divadlo), které mu bylo poskytnuto jako náhrada za Němci zabrané divadlo Stavovské.
V době, kdy vedl činohru Národního divadla, se projevil rozpor mezi tím, jak Miloš Hlávka činohru vedl (snažil se o zachování souboru a vnějším tlakům čelil zařazováním německých klasiků do repertoáru) a mezi jeho články v tisku. Po válce mu byl kladen za vinu zejména článek „Čeští umělci hovoří o bolševismu“, který vyšel v několika denících. Nejednalo se o jeho jediné veřejné vystoupení proti bolševismu.
Tomáš Vučka shrnul svoji analýzu provinění Miloše Hlávky v období Protektorátu:
| „                                                                                               | Je zřejmé, že mnohé z toho, co Hlávka řekl, možná říci nemusel či mohl formulovat obecněji. ... byl členem Ligy proti bolševismu a autorem několika problematických vyjádření pro tisk. A manželem Němky. V revolučních květnových dnech dost důvodů pro rychlé odsouzení. | “ |
| — Tomáš Vučka: Tragická postava životního dramatu. Básník, dramaturg a překladatel Miloš Hlávka | |   |

## Poválečné hodnocení
17. května 1945 informovalo Rudé právo o revoluční schůzi Syndikátu českých spisovatelů a hudebníků. Na této schůzi byl Miloš Hlávka, spolu s dalšími spisovateli, ze Syndikátu vyloučen. Podle vzpomínek spisovatele A. C. Nora, který byl dle tisku jedním z vylučujících, proběhla schůze výboru Syndikátu tak, že ji navštívila skupina spisovatelů-komunistů vedená Janem Drdou a Václavem Řezáčem, která se prohlásila za revoluční výbor Syndikátu. Jan Drda měl vyzvat některé stávající členy výboru, aby schůzi opustili; když tak učinili, přečetl seznam spisovatelů, které revoluční výbor navrhl k vyloučení ze Syndikátu. Někteří (mezi nimi Hlávka) byli vyloučeni už v průběhu schůze.
Na dlouhou dobu byl Miloš Hlávka prakticky vymazán z české kultury. Pozůstalým Miloše Hlávky bylo sice v lednu 1947 vydáno potvrzení o Hlávkově občanské bezúhonnosti, tzv. Osvědčení o státní a národní spolehlivosti a Hlávkovy adaptace se objevovaly na jevištích a byly vydávány v DILIA i po roce 1948. Hlávkův syn prokázal v roce 1986 bezúhonnost svého otce v období Protektorátu a dosáhl omluvy nakladatelství Odeon za uvedení nesprávných údajů v memoárové literatuře. Názor o domnělém kolaborantství Miloše Hlávky v některých publikacích přetrvával i do nedávné doby, i když byl dříve opakovaně vyvrácen. Bezpochyby tento názor ovlivnil i omyl některých historiků v záměně jmen, když bylo jméno Miloše Hlávky zaměněno za jméno doktora Miroslava Hlávky (narozeného 1887, předáka fašistického hnutí ANO, Akce národní obrody), který byl po válce v nepřítomnosti jako kolaborant odsouzen a který je od roku 1945 nezvěstný.
Knižně tvorba Miloše Hlávky nevycházela přes šedesát let. Až roku 2012 vydalo nakladatelství Akropolis antologii Písně na rozloučenou. O rok později následovalo vydání divadelních her a textů o divadle Miloš Hlávka-Světák nebo Kavalír Páně?.

## Dílo
Část díla Miloše Hlávky nebyla za jeho života vydáná knižně, ale pouze časopisecky. Dále jsou uvedena díla vydaná knižně nebo uvedená Národním divadlem.

### Próza
- Fána (vydal Fr. A. Urbánek, Praha, 1940)

### Vlastní - poezie
- Ráno vítězné (Melantrich, Praha, 1939)
- Kormorán (epos, inspirováno smrtí Jiřího Kristiána Lobkovice; kresbami vyzdobil a typograficky upravil Jiří Trnka, vydal Vilém Šmidt, Praha, 1943)

### Divadelní hry
- Panama (uvedeno v Prozatímním divadle, dnes Hudební divadlo Karlín, 14.3.1940)[17]
- Slavnost mládí (České majales - veselohra, napsal Miloš Hlávka spolu s Františkem Götzem pod společným autorským pseudonymem Václav Záruba, vydal A. Neubert v Praze, 1940)
- Světáci (komedie, vydal Melantrich, Praha, 1941)
- Výlet do hor (veselohra, vydal Českomoravský Kompas, 1941)
- Kavalír Páně (drama - trilogie o pokušení smrti, část druhá; uvedeno v Prozatímním divadle, dnes Hudební divadlo Karlín, 11.9.1943,[18] knižně vydal Českomoravský Kompas, 1944)

### Překlady
- Kohout a Venuše: (Jean Cocteau, výbor poezie z knih MYS DOBRÉ NADĚJE, ROZHOVOR VELKÉHO SLUNCE, BÁSNĚ 1920, SLOVNÍČEK, SBOR, Předmluvu a dva dodatky předmluvy z fr. přeložil Miloš Hlávka, vydal Jan Fromek, Praha 1927)
- Básně: (Guillaume Apollinaire, básně vybrané z knih HNIJÍCÍ KOUZELNÍK, ALKOHOLY, KALLIGRAMY z fr. přeložil Miloš Hlávka s použitím překladu básně Karla Čapka Pásmo, Předmluva M. Hlávky GUILLAUME APOLLINAIRE A JEHO ODKAZ, vydal Dr. Ot. Štorch-Marien, Praha 1929)
- Do smrti dobří: (Henri Jeanson, z fr. přeložil Miloš Hlávka, 1929, text uložen v knihovně Divadelního ústavu)

- Muž, který se sklání nad svou minulostí: (Constantin Weyer, dobrodružný román, z fr. přeložil Miloš Hlávka, vydal Vladimír Orel, Praha 1930)
- Darebácké praktiky: (George Farquhar a H. Constantin Weyer, z fr. přeložil Miloš Hlávka, 1930, text uložen v knihovně Divadelního ústavu)
- Aurora: (Paul Morand, z fr. přeložil Miloš Hlávka, vydal Karel Synek, Praha 1931)
- Osobnosti a tvůrcové dnešní Evropy: (Carlo Sforza, historie, kniha italského politika, z něm. přeložil Miloš Hlávka, vydal Melantrich, Praha 1931)
- O smrti: (Arthur Schopenhauer, filozofie, kapitola z knihy Svět jako vůle a představa, z něm. přeložil Miloš Hlávka, vydal Adolf Synek, Praha 1931)
- Čistota: (René Wachthausen, hru o pěti obrazech přeložil Miloš Hlávka, 1931, text uložen v knihovně Divadelního ústavu)
- Dary života: (Emil Ludwig, Vlastní paměti, z něm. přeložil Miloš Hlávka, vydal Václav Petr, Praha 1932)
- V posledním vagóně: (Leonhard Frank, z něm. přeložil Miloš Hlávka, vydal Adolf Synek, Praha 1932)
- Státní převraty: Jak se dělají a jak se jim zabraňuje: (Curzio Malaparte, historie, z it. přeložil Miloš Hlávka, vydal Orbis, Praha 1933)
- Strach: (Stefan Zweig, z něm. přeložil Miloš Hlávka, vydal Adolf Synek, Praha 1933)
- Pan Teste: (Paul Valery, z fr. přeložil Miloš Hlávka, vydal Alois Srdce, Praha 1933)
- Fabian: Příběh moralisty: (Erich Kästner, z něm. přeložil Miloš Hlávka, vydal Václav Petr, Praha 1933)

- Dnové četby: (Marcel Proust, z fr. přeložil Miloš Hlávka, vydal Adolf Synek, Praha 1933 a  2. vydání Vetus Via, Brno 1999)
- Král spí: (Charles Braibant, z fr. přeložil Miloš Hlávka, vydal Sfinx B. Janda 1934)
- Nadja: (André Breton, román, z fr. přeložili Miloš Hlávka, Vítězslav Nezval, Bedřich Vaníček, vydal F.J. Müller, Praha, 1935)
- Ples na Seině, KRONIKA RODINY ZA TŘETÍ REPUBLIKY, III.: (Robert Francis, román, z fr. přeložil Miloš Hlávka, vydal Václav Petr, Praha 1935)
- Genius a jeho charakter: (Emil Ludwig, historické životopisné medailony, z něm. přeložil Miloš Hlávka, vydal Jos. R. Vilímek, Praha 1935)
- Nedokončené vyznání: (André Gide, románový triptych, z fr. přeložili: Škola žen - Miloš Hlávka, Robert, Jenefa - Jindřich Hořejší, doslov M. Hlávka, vydáno pro členy ELK 1936)
- Rok se valí přes hory: (Johannes Linke, z něm. přeložil Miloš Hlávka, vydáno pro členy ELK 1936)
- Písně. Dopis mému synu Janovi: (Matthias Claudius, z něm. společně přeložili M. Hlávka se Z. Münzarovou, vydal F.J.Müller, Praha 1937)
- Divoká zvířata: (André Demaison, z fr. společně přeložili Miloš Hlávka s Evou Bydžovskou, vydal Orbis, Praha 1937)

### Překlady a úpravy divadelních her inscenovaných Národním divadlem v Praze
- André Paul Antoine: Roztomilá nepřítelkyně (premiéra: sezona 1929/1930 - překlad)
- Steve Passeur: V řetězech (premiéra: sezona 1931/1932 - překlad
- Marcel Achard: Dáma v bílém (premiéra: sezona 1932/1933 - překlad)
- Henri Duvernois: Jana (premiéra: sezona 1932/1933 - překlad)
- Cecil Chesterton: Kouzlo domova (premiéra: sezona 1932/1933 - překlad)
- Basil Dean: Věrná milenka (premiéra: sezona 1934/1935 - překlad, úprava)
- S. J. Hsiung: Paní Studánka (premiéra: sezona 1936/1937 - překlad a úprava Miloš Hlávka; hudba Jaroslav Ježek; režie Jiří Frejka)
- Hans Schweikart: Daň z lásky (premiéra: sezona 1939/1940 - překlad)
- Anonym: Fraška o paštice a dortu (premiéra: sezona 1939/1940 - překlad, úprava)
- Václav Kliment Klicpera: Lhář a jeho rod (premiéra: sezona 1939/1940 - úprava)
- Richard Billinger: Noc běsů (premiéra: sezona 1939/1940 - překlad)
- Carlo Goldoni: Benátská maškaráda (premiéra: sezona 1940/1941 - překlad, úprava)
- Richard Billinger: Čarodějka pasovská (premiéra: sezona 1940/1941 - překlad)
- Heinrich von Kleist: Princ Bedřich Homburský (premiéra: sezona 1941/1942 - překlad)
- Spáč (premiéra: sezona 1942/1943 - překlad, úprava)
- Rozbitý džbán (premiéra: sezona 1943/1944 - překlad)

Podrobnosti o jednotlivých inscenacích viz Archiv Národního divadla.

### Ostatní knižní vydání
- Svatebčané na Eiffelce: (Jean Cocteau, podívaná, z fr. se svolením autora přeložili Miloš Hlávka a Jiří Frejka, vydal v Odeonu J. Fromek, Praha 1926)

- Hommage de Prague à Paris : Paris dans la poésie et l’art (Básně českých a francouzských autorů o Paříži; česky pod názvem Vzduch Paříže, uspořádal Miloš Hlávka, reprodukce maleb vybrala Hana Volavková; vydal Václav Petr, Praha, 1937)
- Ráno vítězné /(Melantrich, Praha, 1939)
- Benátská maškaráda (podle Goldoniho Il bugiardo, upravil Miloš Hlávka Hlávka, vydal Fr. Švejda, Praha, 1941 a 1943)[p 1]
- Stříbrný vítr (hra o jedenácti obrazech s dohrou, Fráňa Šrámek, zdramatizoval Miloš Hlávka, vydal Českomoravský Kompas, 1942)[p 2]
- Božská Láska: (Heinrich von Kleist, veselohra v přebásnění Miloše Hlávky, knižně společně s hrou Rozbitý džbán v jednom svazku KLEISTOVY VESELOHRY vydal Českomoravský kompas, Praha 1944)
- Vdova Liška (hudební veselohra na námět Carla Goldoniho, kresba: Vojtěch Tittelbach ; fotografie: Langhans J.F. a spol., vydala Marie Švejdová, Praha, 1944)
- Písně na rozloučenou (Akropolis, Praha, 2012)
- Miloš Hlávka-Světák nebo Kavalír Páně? (známé i neznámé hry, přebásnění a texty o divadle; uspořádal Vladimír Just, vydal Akropolis, Praha, 2013)

## Galerie

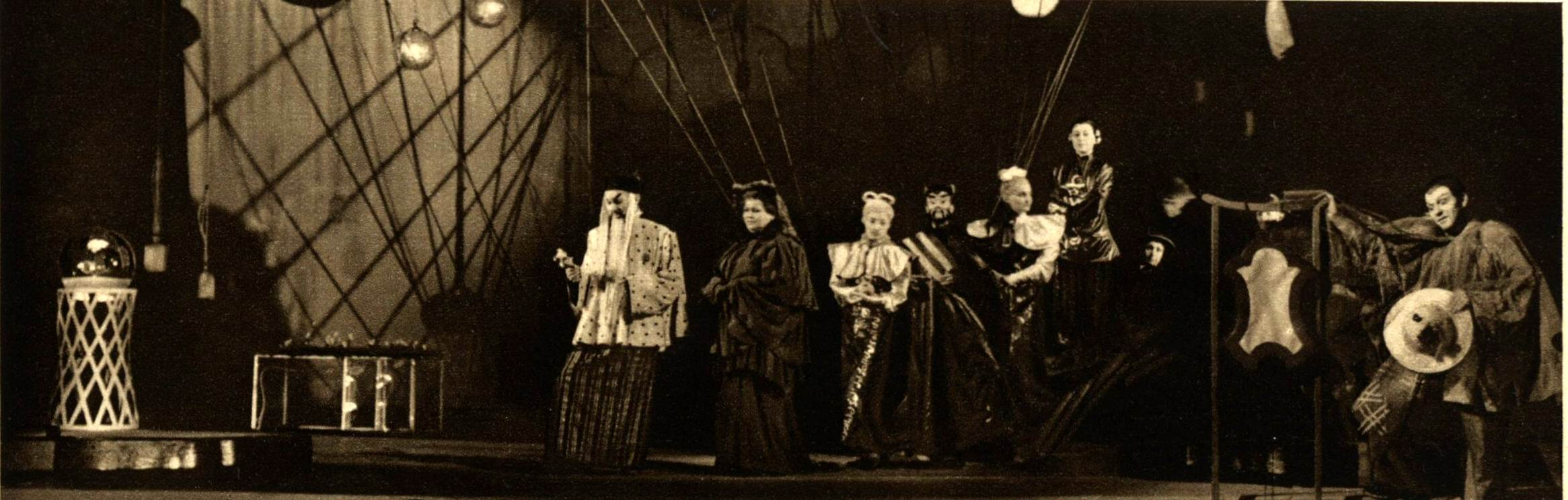
Stavovské divadlo 1937, S.J.Hsiung: Paní Studánka (Frejka, Ježek, Tröster, Hlávka); Olga Scheinpflugová (vzadu), Jan Pivec(vpravo)
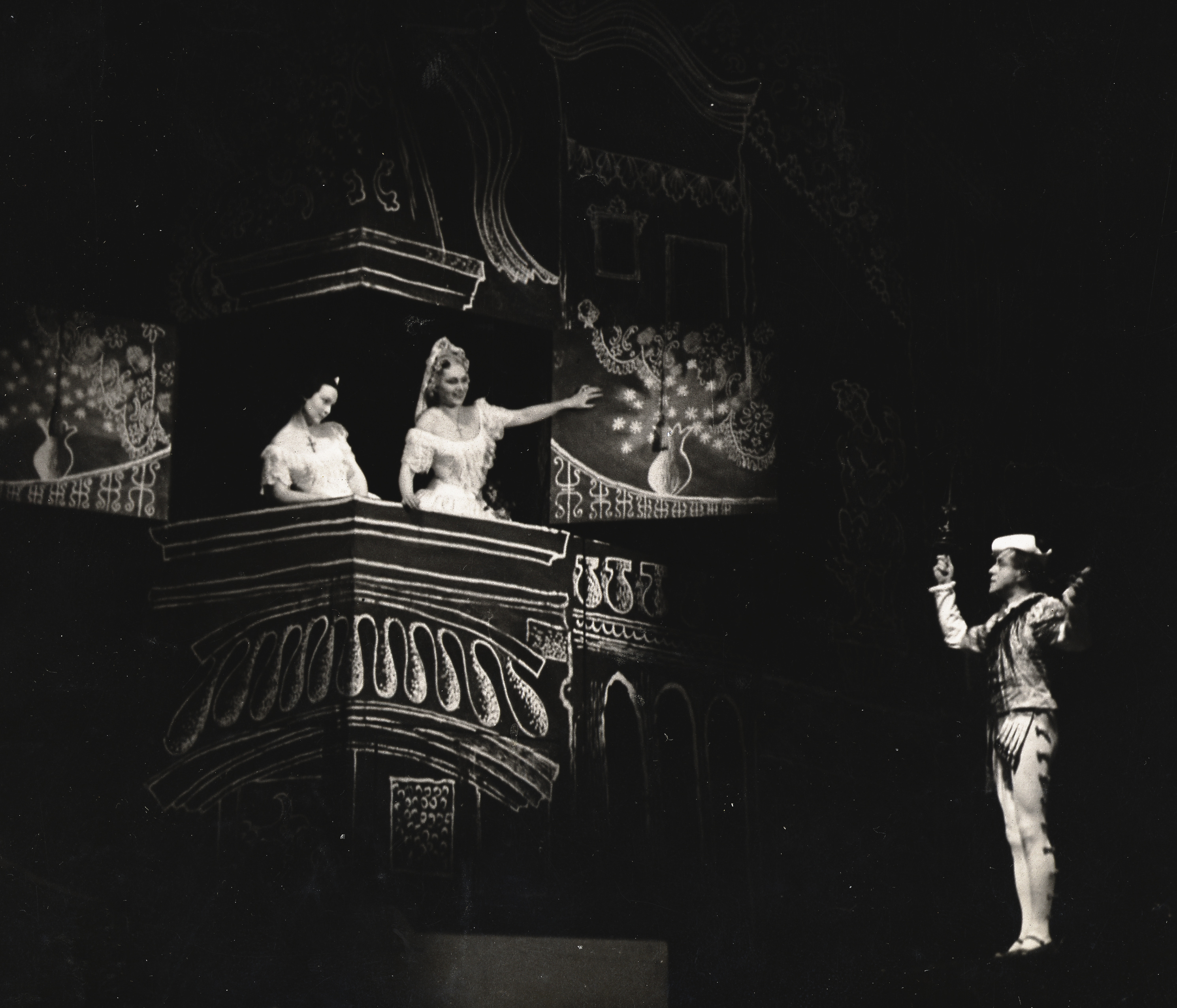
Národní divadlo 1941, Hlávka/Goldoni: Benátská maškaráda, zleva Vlasta Fabianová, Jiřina Šejbalová, Eduard Kohout
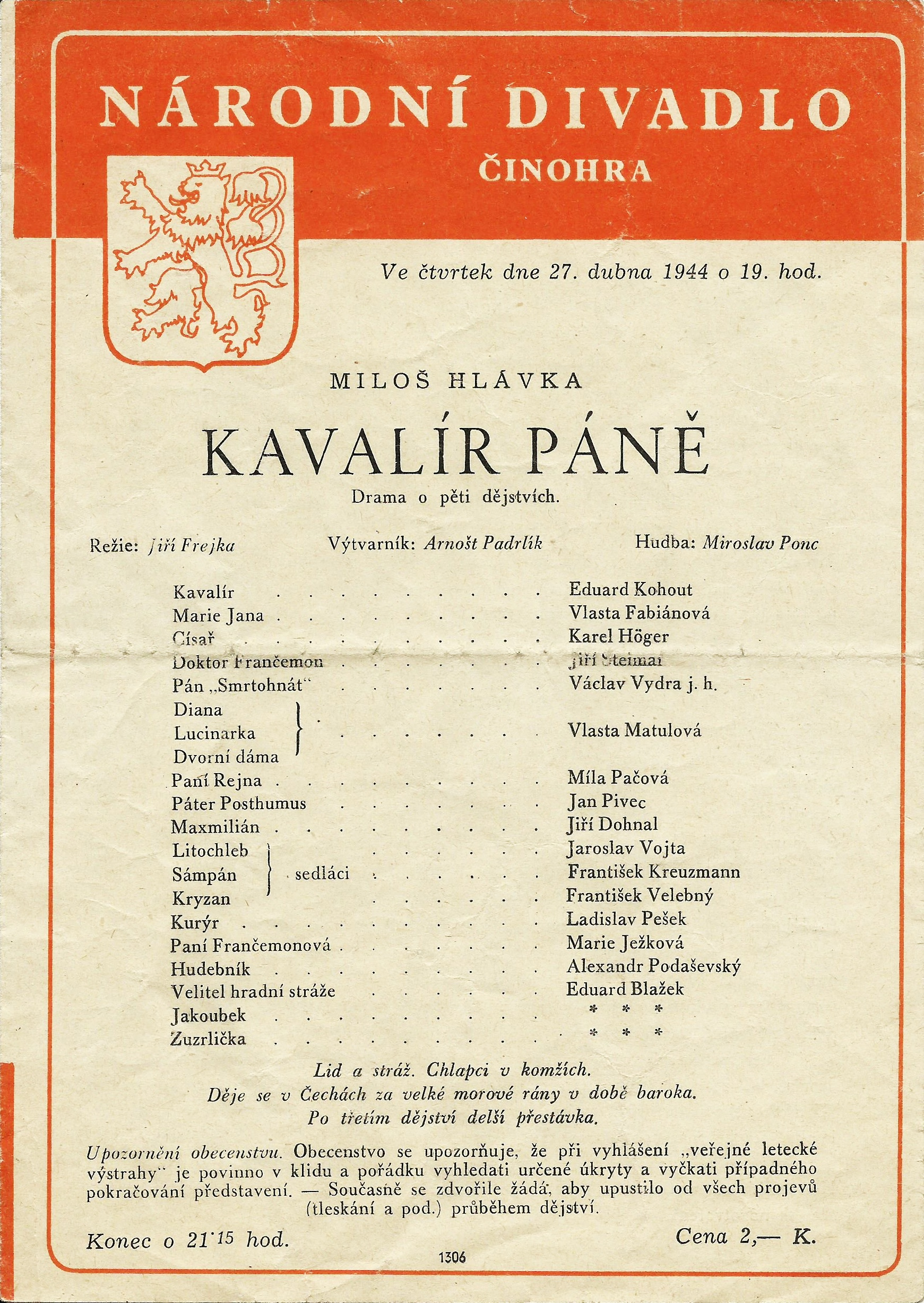
Národní divadlo 1944, Kavalír Páně (program)
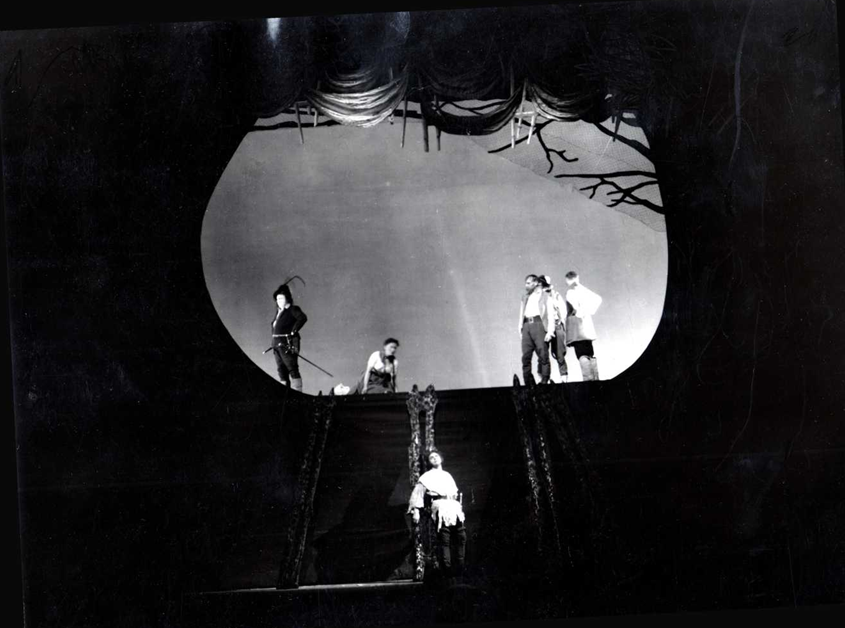
Národní divadlo 1944, Hlávka: Kavalír Páně, scéna s vlčí jámou; dole Ed. Kohout (Kavalír)